# Xaloztoc
Xaloztoc es una localidad del estado mexicano de Tlaxcala. Es cabecera del municipio de Xaloztoc.

## Demografía
| Censo | Población |
| ----- | --------- |
| 1900  | 1 244     |
| 1910  | 1 325     |
| 1921  | 1 571     |
| 1930  | 1 936     |
| 1940  | 2 107     |
| 1950  | 2 656     |
| 1960  | 3 510     |
| 1970  | 3 613     |
| 1980  | 4 610     |
| 1990  | 12 988    |
| 1995  | 14 807    |
| 2000  | 16 098    |
| 2005  | 9 021     |
| 2010  | 10 191    |
| 2020  | 11 838    |